# Kigoma
Kigoma  este un oraș  în  partea de vest a Tanzaniei, situat pe malul de est al lacului Tanganyika. Este reședința  regiunii Kigoma. În 2002 avea o populație de 131.792 locuitori.